# سقاخانه کمرود
سقاخانه کمرود مربوط به سده‌های متاخر دوران‌های تاریخی پس از اسلام - دوره قاجار است و در روستای کمرود دهستان چاشم در شهرستان مهدی‌شهر واقع است. این اثر در حیاط حسینیه کمرود واقع شده و در تاریخ ۱۸ اسفند ۱۳۸۷ با شمارهٔ ثبت ۲۵۰۹۷ به‌عنوان یکی از آثار ملی ایران به ثبت رسیده است.